# 언중유쾌
이외수의 언중유쾌는 2008년 10월 13일부터 2009년 10월 16일까지 1년간 방송된 MBC 표준FM의 라디오 프로그램이다. 매주 월요일부터 금요일까지 오후 9시 35분부터 오후 10시까지 방송하였다.

## 코너
- 칼럼
  - 요즘 사회에 관해서 진행자인 이외수가 논평하는 코너이다.

- 인물평전 - 이 사람을 보라
  - 국내외 인물에 대해서 이외수가 평하는 코너이다.

- 고민은 나누는 것, 궁금증은 푸는 것
  - 청취자가 게시판에 올린 고민을 이외수가 풀어주는